# Paolo Volponi

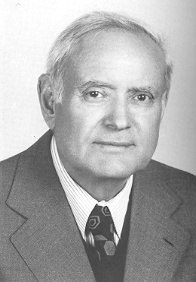
Paolo Volponi

Paolo Volponi (* 6. Februar 1924 in Urbino, Marken; † 23. August 1994 in Ancona) war ein italienischer Schriftsteller und Politiker.

## Leben
Paolo Volponi wurde als Sohn eines Besitzers einer kleinen Ziegelei und einer Kleinbauerntochter geboren. Er erwarb am Liceo classico Raffaello die Hochschulreife und nahm 1943 ein Jurastudium an der Universität Urbino auf, das er 1947 abschloss. Zu Beginn seiner Studienzeit beteiligte er sich in den Apenninen am Partisanenkampf. Im Jahr 1948 gab er seinen ersten Gedichtband heraus, zu dem der Rektor seiner Universität, der Literaturwissenschaftler Carlo Bo, das Vorwort schrieb.
1950 lernte er durch Carlo Bo und den Dichter Franco Fortini den Unternehmer Adriano Olivetti kennen, in dessen Auftrag er für die United Nations Relief and Rehabilitation Administration (UNRRA) sozioökonomische Forschungen betrieb. Später arbeitete er in Rom für das Centro di Educazione per Assistenti Sociali und gab die Zeitschrift Centro sociale heraus. In Rom lernte er Pier Paolo Pasolini kennen. Im Jahr 1956 ging er nach Ivrea, wo er bei Olivetti langjähriger Leiter der Sozialabteilung war. Von 1966 bis 1971 war er bei Olivetti Bereichsleiter für die Geschäftsbeziehungen des Unternehmens und nach Adriano Olivettis Tod Personalchef. Ab 1972 war er Berater bei Fiat für die Beziehungen zwischen dem Unternehmen und der Stadt wie der Provinz Turin. 1975 wurde er Generalsekretär der Agnelli-Stiftung, musste diese Stellung aber nach kurzer Zeit wegen seines Engagements für die Kommunistische Partei Italiens wieder aufgeben.
Neben seinen verschiedenen Tätigkeiten schrieb und veröffentlichte er eine Reihe von Gedichtbänden und Romanen, für die er mehrfach ausgezeichnet wurde. Mitte der 1970er Jahre begann er für den Corriere della Sera und die kommunistische L’Unità zu schreiben. Von einer kurzzeitigen Mitgliedschaft im Verwaltungsrat der Rai zog er sich wegen parteipolitischer Auseinandersetzungen zurück und verzichtete auf eine angebotene Mitgliedschaft im Verwaltungsrat der Biennale von Venedig.
Bei den Parlamentswahlen in Italien 1983 wurde Volponi erstmals als unabhängiger Kandidat über die Liste der Kommunistischen Partei in den italienischen Senat gewählt, wo er den Kommissionen für die Industrie und für auswärtige Angelegenheiten angehörte. Auch in dieser Phase seines Lebens schrieb Volponi literarische Werke und betonte, in der Literatur eine Form politischer Betätigung zu sehen. In diesen Zusammenhang steht auch sein Fragment gebliebenes Romanprojekt über einen Senatore segreto, einen geheimen Senator, der im Palazzo Madama in der Zeit der italienischen Einigung spielen sollte und dessen Bruchstücke postum veröffentlicht wurden. 1990 gründete er mit Luciano Barca, Adalberto Minucci, Diego Novelli und Gaetano Arfé das Zentrum für Sozial- und Wirtschaftsstudien Etica ed Economia. Im Folgejahr trat er der KPI bei, um an deren letztem Parteitag in Rimini teilnehmen zu können. Volponi gehörte zu den ersten, die sich der in der Neuorientierung der kommunistischen Bewegung entstandenen kommunistisch orientierten Partei Partito della Rifondazione Comunista anschlossen, für die er bei den Parlamentswahlen in Italien 1992 erneut in den Senat einzog. Anfang 1993 legte er sein Mandat aus gesundheitlichen Gründen nieder und starb im Sommer 1994 in einem Krankenhaus in Ancona.
Paolo Volponi lebte in Rom, den Abruzzen, Kalabrien und Sizilien. Außer seiner literarischen und politischen Tätigkeit hatte Volponi Filmauftritte in Pier Paolo Pasolinis Mamma Roma als Priester und in Sergio Cittis Zwei Väter, ein Kind und die schöne Lucia als Richter.

## Veröffentlichungen (Auswahl)

### Lyrik
- Il ramarro. mit einem Vorwort von Carlo Bo. Istituto D'arte. Urbino 1948.
- L'antica moneta. Vallecchi. Florenz 1955.
- Le porte dell'Appennino. Feltrinelli. Mailand 1960.
- La nuova pesa. Il Saggiatore. Mailand 1964.
- Le mura di Urbino. Istituto statale d'arte. Urbino 1973.
- La vita. La Pergola. Pesaro 1974.
- Foglia mortale. Bucciarelli. Ancona 1974.
- Con testo a fronte. Poesie e poemetti. Einaudi. Turin 1986.
- Nel silenzio campale. Manni. Lecce 1990.
- È per un'impudente vanteria. Mozione dei poeti comunisti. Manni. Lecce 1991.

### Prosa
- Memoriale. Garzanti. Mailand 1962. (deutsch: Ich, der Unterzeichnete. Frankfurt an Main 1964. TB-Ausgabe München 1989. ISBN 978-3-492-10675-7.)
- La macchina mondiale. Garzanti. Mailand 1965. (deutsch: Die Weltmaschine. Frankfurt an Main 1966.)
- Corporale. Einaudi. Turin 1974.
- Il sipario ducale. Garzanti. Mailand 1975.
- Il pianeta irritabile. Einaudi. Turin 1978.
- Il lanciatore di giavellotto. Einaudi. Turin 1981. (deutsch: Der Speerwerfer. München 1988. ISBN 978-3-492-03068-7.)
- Le mosche del capitale. Einaudi. Turin 1989. ISBN 88-06-11524-3.
- La strada per Roma. Einaudi. Turin 1991. ISBN 978-88-06-22339-7. (deutsch: Ich seh dich unter den Arkaden. Wien 1994. ISBN 978-3-203-51184-9.)

## Il Memoriale
Mit seinem ersten Roman Memoriale schlug der vorher nur als Lyriker bekannte Paolo Volponi im Jahr 1962 sehr erfolgreich den Weg eines Romanciers ein. Sein Erstlingswerk zeigt die vielschichtigen sozialen Umwälzungen, welche der boom economico der Nachkriegszeit für die arbeitende Bevölkerung Italiens mit sich brachte, aus der Perspektive eines psychisch und physisch kranken Menschen aus der Provinz. Der Protagonist ist ein einsamer und vom Krieg traumatisierter Mensch, der hoffnungsvoll die Stelle eines Montagearbeiters in einer Metallbaufabrik im piemontesischen Canavese annimmt. Das Einzelschicksal dieses kleinen, naiven Fabrikarbeiters steht in gewisser Weise stellvertretend für die großen Erwartungen und Hoffnungen in der italienischen Bevölkerung, welche durch den wirtschaftlichen Aufschwung der Nachkriegsjahre genährt wurden. Dass der radikale Wandel von einem großteils agrarisch strukturierten Staat zu einer modernen Industrienation jedoch nicht nur Prosperität und Wohlstand, sondern auch massive soziale Probleme mit sich brachte, welche vor allem den ländlichen Raum betrafen, wird in Memoriale recht eindringlich dargestellt.
Volponi zeigt dabei die in den Nachkriegsjahren allgemein als positiv empfundene Industrialisierung teilweise aus einer sehr kritischen Perspektive. Vor allem die unpersönliche Bürokratie, die kalte Rationalität und die für den einfach gestrickten Arbeiter oft undurchsichtigen Hierarchien der neoindustriellen Arbeitswelt stehen dabei im Mittelpunkt des Romans, der Wesen, Charakteristik und „Logik“ der Fabrik minutiös durchleuchtet und dabei viele ihrer widersprüchlichen Mechanismen in Frage stellt. Auch die kulturell stark normierende Kraft der entstehenden Konsum- und Industriegesellschaft und die sozialen Auswirkungen der damit verbundenen Globalisierungsprozesse werden dadurch thematisiert.
Ein ständig wiederkehrendes Topos in Memoriale ist die alienazione, die Entfremdung. Diese kennzeichnet das Leben von Personen wie jenes des unglücklichen Protagonisten Albino. Menschen wie er, die sich aufgrund des unnatürlichen und unpersönlichen Umfelds innerhalb der Fabrik nicht an die neuen Lebensverhältnisse anpassen können, sind in einer solchen Umgebung zum Scheitern verurteilt. Sein eigenes Scheitern wird von Albino in einer fiktiven Denkschrift protokolliert, welche dem Roman zu Grunde liegt.
Der Roman Memoriale erschien 1964 in der Übersetzung von Piero Rismondo beim S. Fischer Verlag, Frankfurt am Main, unter dem deutschen Titel: Ich, der Unterzeichnete. Der Piper Verlag, München, gab das Werk 1989 im Taschenbuchformat heraus.

„Warum ich einen Neurotiker zur Hauptfigur meines Romans wählte? – Ein Neurotiker hat eine schmerzlichere, aber auch schärfer ausgeprägte Fähigkeit, die Wirklichkeit zu interpretieren. Und – er ist ein Rebell.“

## Auszeichnungen
- 1960: Premio Viareggio für Le porte dell'Appennino[3]
- 1965: Premio Strega für La macchina mondiale[4]
- 1975: Premio Viareggio für Il sipario ducale[3]
- 1986: Premio Mondello, Kategorie italienischer Autor für Con testo a fronte [5]
- 1991: Premio Strega für La strada per Roma[6]
- 1994: Medaglia ai benemeriti della cultura e dell'arte[7]

## Film
- 1962: Mamma Roma (Schauspieler)